# Чофлічень
Чофлічень, Чофлічені (рум. Ciofliceni) — село у повіті Ілфов в Румунії. Входить до складу комуни Снагов.
Село розташоване на відстані 27 км на північ від Бухареста, 115 км на південь від Брашова.

## Населення
За даними перепису населення 2002 року у селі проживала 971 особа, з них 966 осіб (99,5%) румунів. Рідною мовою 966 осіб (99,5%) назвали румунську.